# Murs-et-Gélignieux
Murs-et-Gélignieux ist eine französische Gemeinde mit 239 Einwohnern (Stand 1. Januar 2022) im Département Ain in der Region Auvergne-Rhône-Alpes. Sie gehört zum Arrondissement Belley und zum Gemeindeverband Bugey Sud.

## Lage
Die Gemeinde Murs-et-Gélignieux liegt am Südende der Landschaft Bugey am rechten Ufer der Rhône, 15 Kilometer südlich von Belley und 28 Kilometer nordöstlich von Chambéry. Die Rhône wird in Murs-et-Gélignieux für das Laufwasserkraftwerk von Brégnier-Cordon gestaut. Der Canal Brégnier nimmt die Hauptmenge des Wassers auf und leitet dieses der Grenze zum nordwestlich gelegenen Izieu entlang und dann durch Brégnier-Cordon. Murs-et-Gélignieux grenzt an Peyrieu im Norden, La Balme im Nordosten, Champagneux im Südosten, Brégnier-Cordon im Südwesten und Izieu im Nordwesten. Die Rhône markiert die Grenze zum Département Savoie.

## Bevölkerungsentwicklung
| Jahr                       | 1962 | 1968 | 1975 | 1982 | 1990 | 1999 | 2009 | 2021 |
| Einwohner                  | 150  | 127  | 131  | 121  | 188  | 204  | 236  | 240  |
| Quellen: Cassini und INSEE |      |      |      |      |      |      |      |      |

## Sehenswürdigkeiten
- Kirche Saint-Sylvestre
- Schloss Murs
- prähistorische Grotte Bonne Femme, Monument historique
- Menhir La Pierre Vire

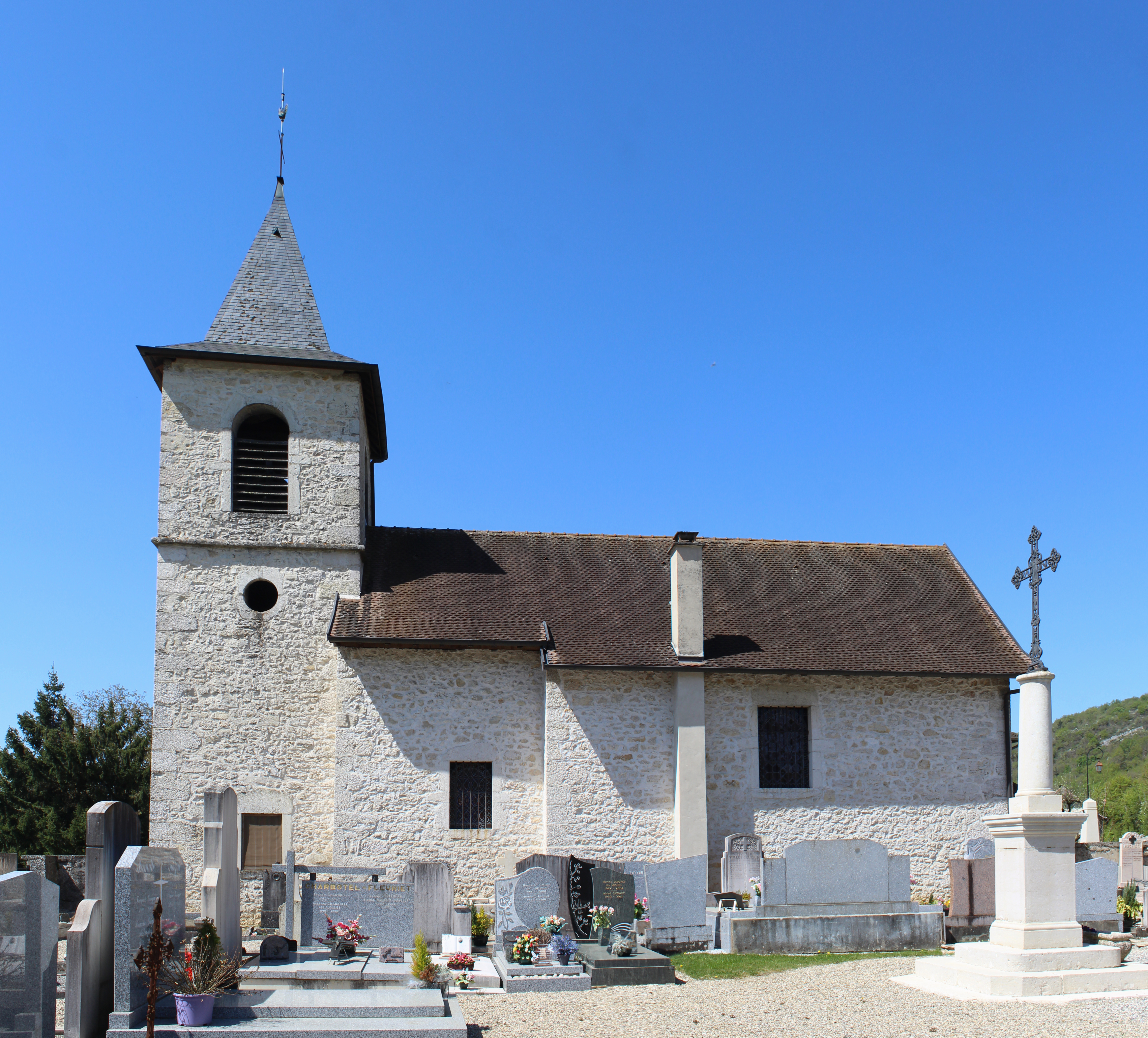
Kirche Saint-Sylvestre
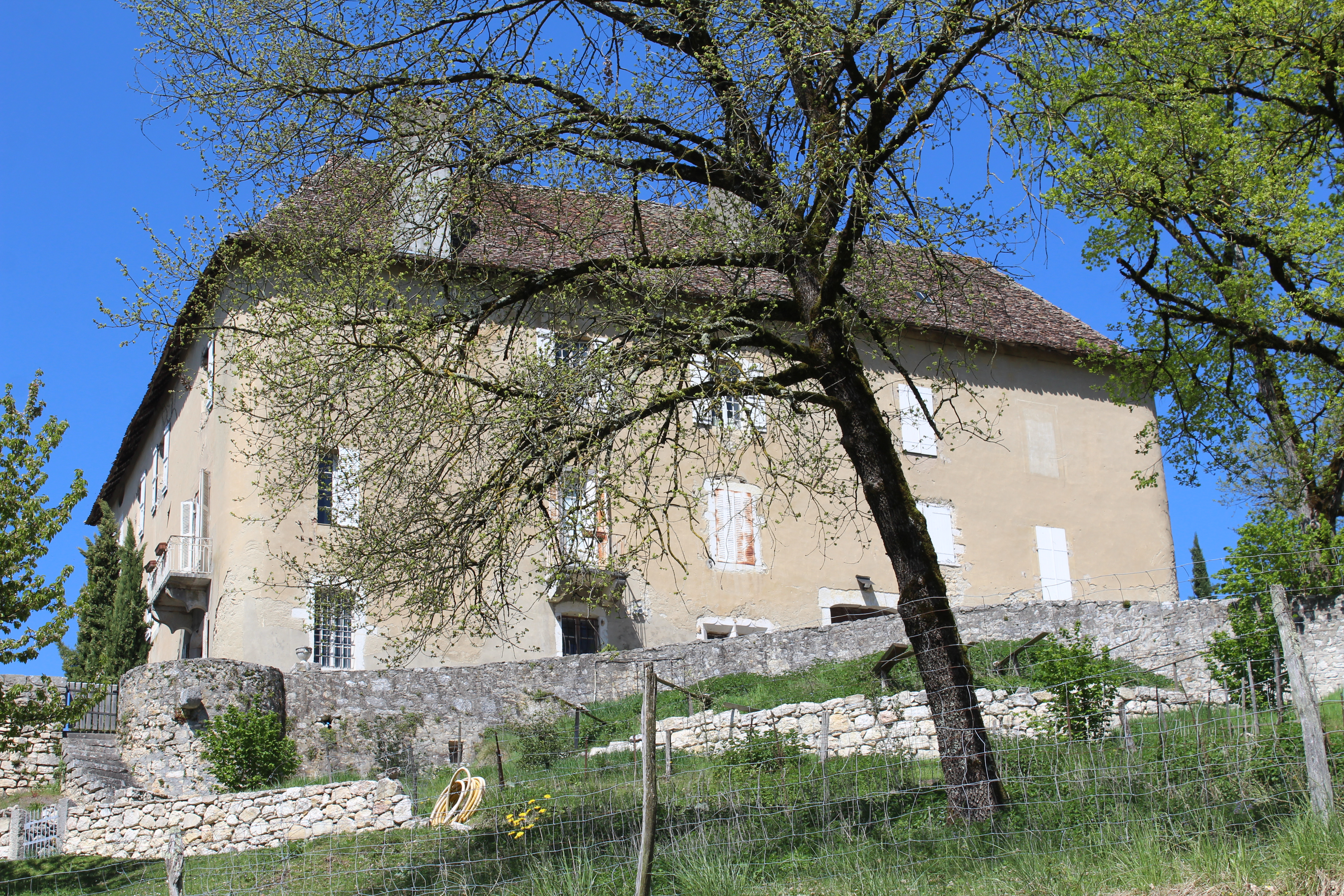
Schloss Murs
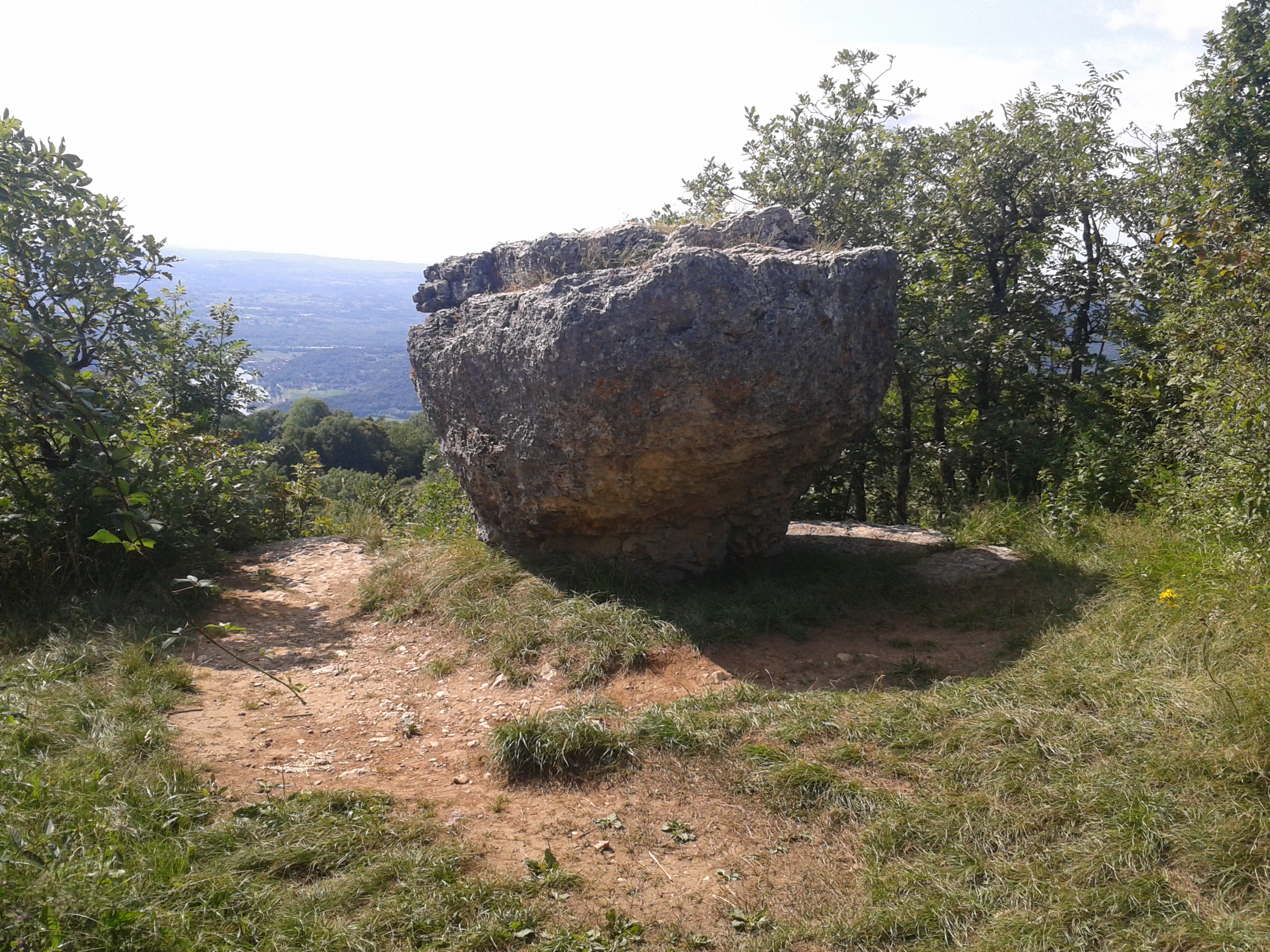
Menhir
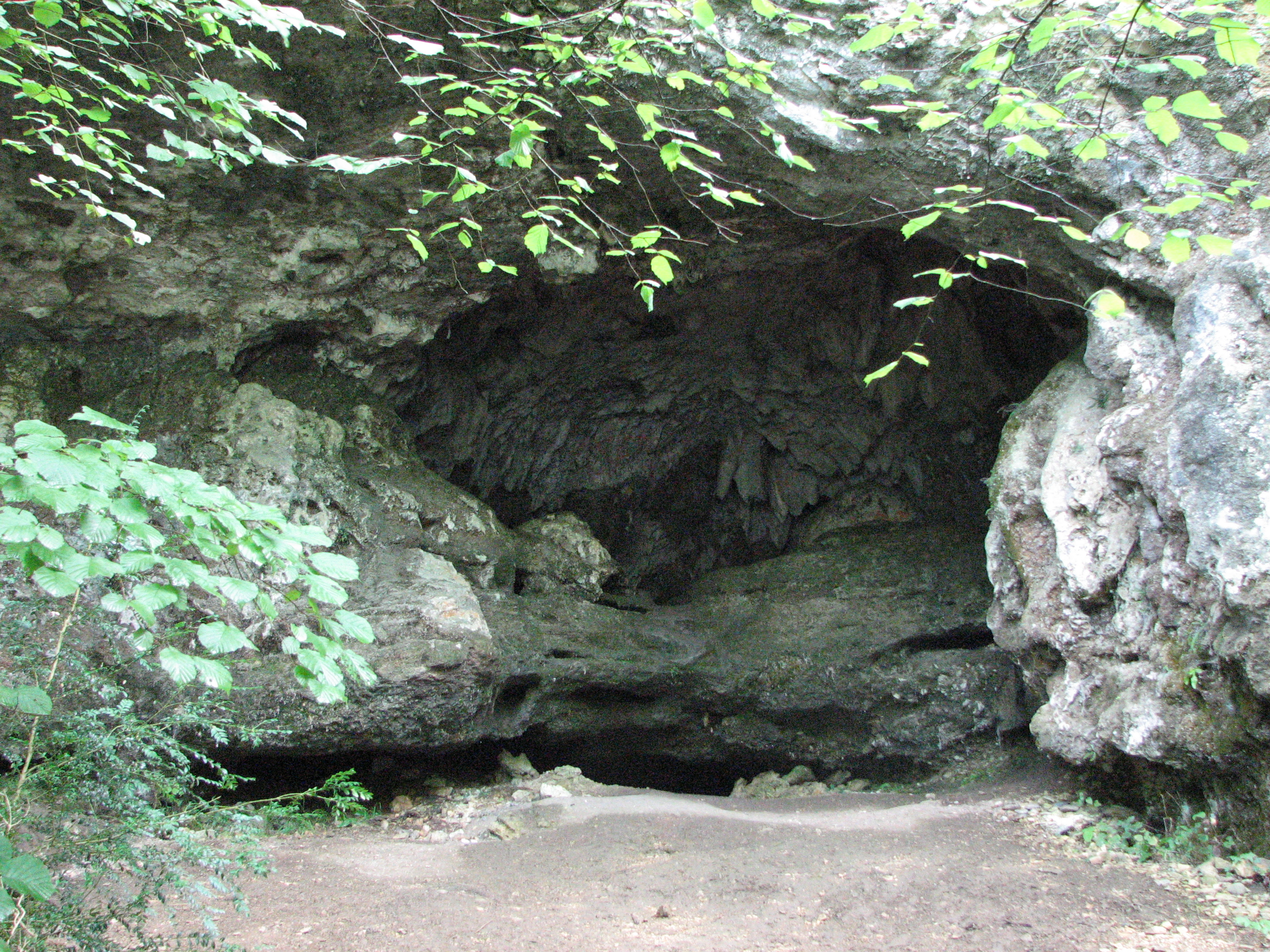
Prähistorische Grotte Bonne Femme
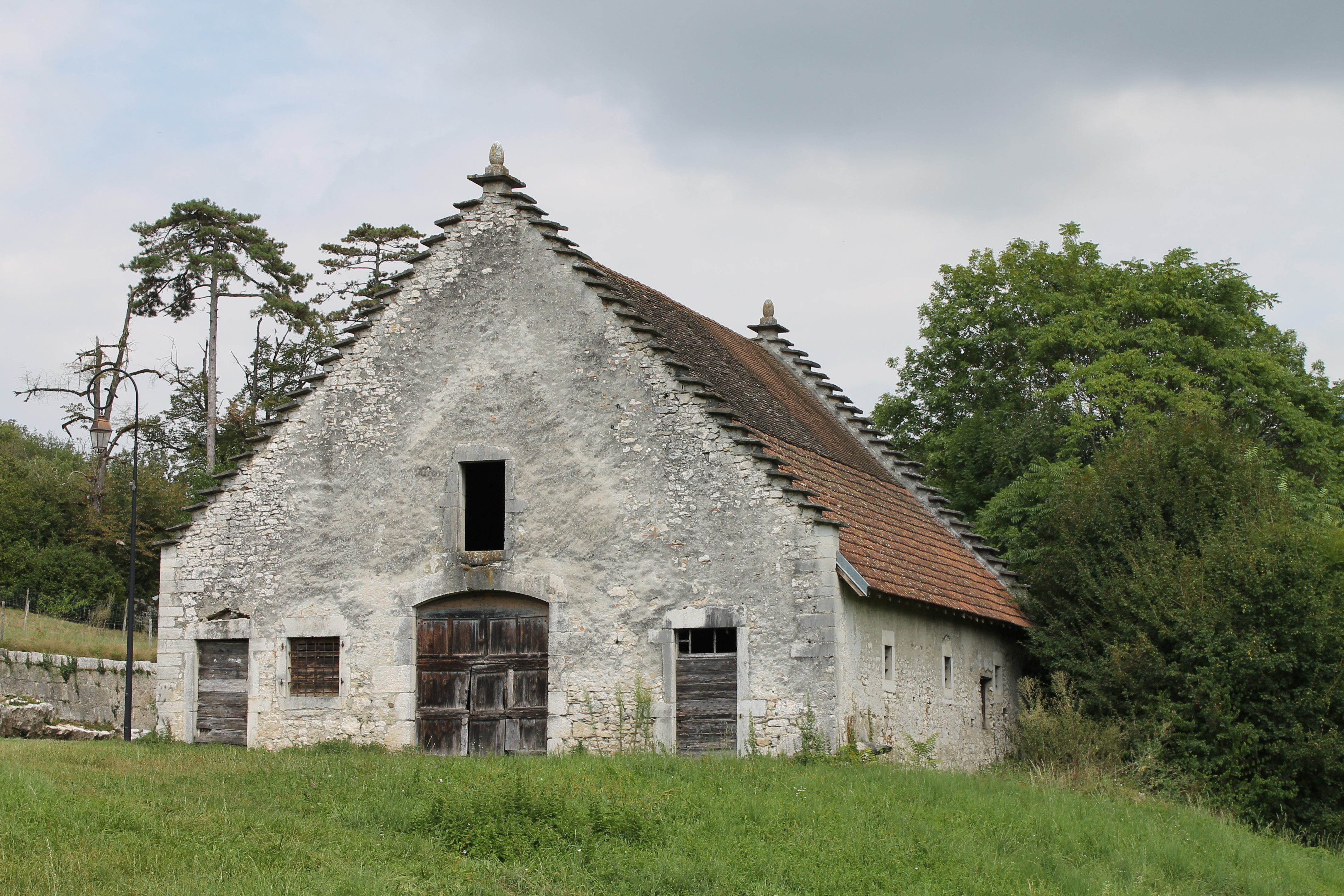
Traditionelles Bauernhaus mit Stufengiebeln
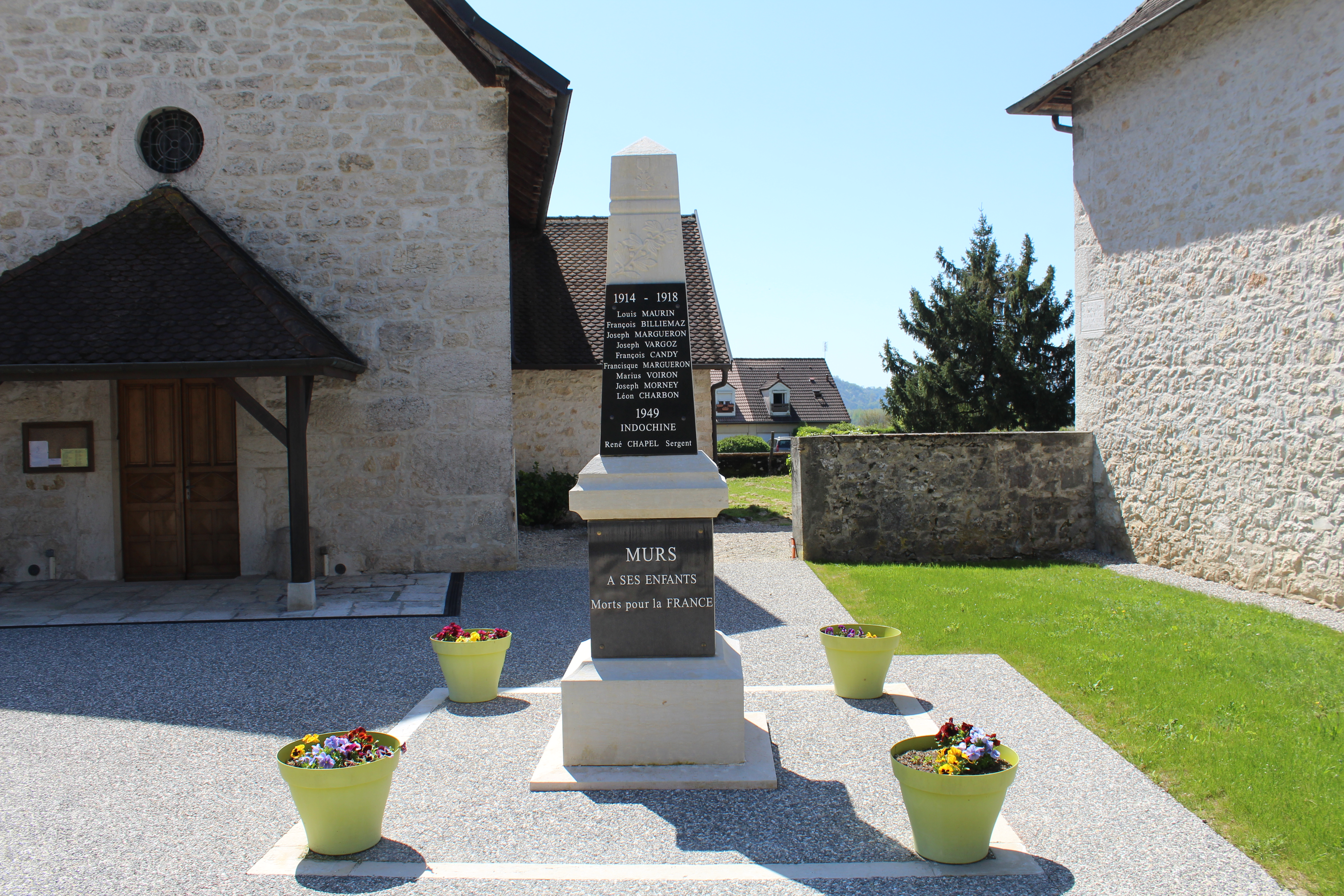
Gefallenendenkmal